# U-368
U-368 — средняя немецкая подводная лодка типа VIIC времён Второй мировой войны.

## История
Заказ на постройку субмарины был отдан 25 августа 1941 года. Лодка была заложена 20 августа 1942 года на верфи «Фленсбургер Шиффсбау», Фленсбург, под строительным номером 491, спущена на воду 16 ноября 1943 года. Лодка вошла в строй 7 января 1944 года под командованием оберлейтенанта Вольфганга Шаффера.

### Командиры
- 7 января 1944 года — январь 1945 года оберлейтенант цур зее Вольфганг Шаффер
- 27 апреля 1945 года — оберлейтенант цур зее Герберт Гизеветтер
- 28 апреля 1945 года — 8 мая 1945 года оберлейтенант цур зее Гютц Рот

### Флотилии
- 7 января 1944 года — 28 февраля 1945 года — 21-я флотилия (учебная)
- 1 марта 1945 года — 8 мая 1945 года — 31-я флотилия (учебная)

### История службы
Лодка не совершала боевых походов, успехов не достигла. Капитулировала в Вильгельмсхафене, Германия, 23 июня 1945 года. Переведена в Лох-Риэн, Шотландия.
Потоплена в ходе операции «Дэдлайт» артиллерийским огнём 17 декабря 1945 года в районе с координатами 56°14′ с. ш. 10°37′ з. д..